# Regine Mahaux
Regine Mahaux (Luik, 1967) is een Belgische fotografe die vooral gekend is voor haar foto's van bekendheden. Foto's van haar verschenen reeds in Time en Vanity Fair.
Naast foto's van het Belgische koningshuis nam ze ook de eerste officiële staatsfoto van Melania Trump in 2017.